# Parque Nacional Oze
O Parque Nacional Oze é um parque nacional japonês, localizado nas prefeituras de Fukushima, Tochigi, Gunma e Niigata. Extendendo-se por 37 200 hectares, foi designado parque nacional em 30 de agosto de 2007.